# NGC 190
NGC 190 é uma galáxia espiral (Sab) localizada na direcção da constelação de Pisces. Possui uma declinação de +07° 03' 44" e uma ascensão recta de 0 horas, 38 minutos e 54,7 segundos.
A galáxia NGC 190 foi descoberta em 22 de Outubro de 1886 por Lewis A. Swift.